# Diocese de Bom Jesus da Lapa
A Diocese de Bom Jesus da Lapa (Dioecesis Spelaeopolitana a Bono Iesu) é uma circunscrição eclesiástica da Igreja Católica no estado brasileiro da Bahia.

## Histórico
A diocese foi criada pela bula Christi Ecclesia de 21 de julho de 1962 do Papa João XXIII, e instalada no dia 16 de fevereiro de 1963. Para efeitos civis, ela é regulada pelas disposições contidas no Estatuto, sob a denominação de Mitra Diocesana de Bom Jesus da Lapa.
Foi seu primeiro bispo diocesano D. José Nicomedes Grossi, até então padre da Arquidiocese de Mariana, que governou a diocese por 27 anos. Iniciou a organização da diocese, enfrentando os grandes desafios dos inícios e da implantação de uma nova circunscrição eclesial. Faleceu em junho de 2009. Foi seu bispo coadjutor, por dois anos (1986 a 1988), D. João Nilton dos Santos Souza.
O segundo bispo diocesano foi Dom Francisco Batistela (1990-2009), religioso da Congregação do Santíssimo Redentor. Governou a Diocese por 19 anos, dando sua contribuição no crescimento e desenvolvimento dos trabalhos evangelizadores e pastorais. Faleceu em outubro de 2010.
O terceiro bispo diocesano, Dom José Valmor César Teixeira, SDB, iniciou seu trabalho pastoral na diocese em abril de 2009, dando continuidade aos esforços realizados pelos agentes de pastoral, bispos, padres, religiosos, religiosas e leigos(as), que construíram a Diocese nestes anos todos. Foi transferido para Diocese de São José dos Campos, tomando posse em 17 de abril de 2014. Ficou cinco anos na Diocese de Bom Jesus da Lapa.
Em 21 de maio de 2014 toma posse como administrador apostólico, Dom Josafá  Menezes da Silva, bispo diocesano da Diocese de Barreiras, até a tomada de posse do quarto bispo da diocese, Dom João Santos Cardoso, em 25 de setembro de 2015.

## Localização
Por enquanto a sé episcopal se encontra no Santuário de Bom Jesus da Lapa, enquanto a Catedral da Sé Nossa Senhora do Carmo é construída.
A Diocese de Bom Jesus da Lapa é formada por quinze paróquias nos municípios de:
- Canápolis - São Miguel
- Carinhanha - São José
- Cocos - São Sebastião
- Coribe - São João Batista
- Correntina - Nossa Sra. da Glória
- Jaborandi - Santo Antônio
- Paratinga - Santo Antônio
- Santa Maria da Vitória - Nossa Sra. das Vitórias
- Santana - Senhora Sant'Ana
- São Félix do Coribe - São Francisco de Assis
- Serra do Ramalho - São José Operário
- Serra Dourada - São Gonçalo do Amarante
- Sítio do Mato - Nossa Senhora do Rosário
- Feira da Mata - Sagrado Coração de Jesus
- Bom Jesus da Lapa - Nossa Senhora do Carmo - Catedral
- Santuário de Bom Jesus da Lapa - Reitor Pe. João Batista do Nascimento. C.Ss.R

## Bispos
|                 | Nome                               | Período     | Notas                                |
| Bispos          | Bispos                             | Bispos      | Bispos                               |
| --------------- | ---------------------------------- | ----------- | ------------------------------------ |
| 5°              | Rubival Cabral Britto, O.F.M.Cap.  | 2024-       | Atual                                |
| 4º              | João Santos Cardoso                | 2015 - 2023 | Nomeado arcebispo de Natal           |
| 3º              | José Valmor César Teixeira, S.D.B. | 2009-2014   | Nomeado bispo de São José dos Campos |
| 2º              | Francisco Batistela, C.Ss.R.       | 1990-2009   | Renunciou por idade                  |
| 1º              | José Nicomedes Grossi              | 1962-1990   | Renunciou por idade                  |
| Bispo coadjutor |                                    |             |                                      |
|                 | João Nilton dos Santos Souza       | 1986-1988   | Nomeado bispo de Amargosa            |